# Station Balmossie
Balmossie is een station van National Rail in Dundee, Angus in Schotland. Het station is eigendom van Network Rail en wordt beheerd door ScotRail. Per dag stopt slechts één trein per richting op dit station waardoor het aantal reizigers zeer laag is.
De halte bedient het oostelijke deel van de voorstad Broughty Ferry.